# Хаджі-Бекенде-Хошкебіджар
Хаджі-Бекенде-Хошкебіджар (перс. حاجی بکنده خشکبیجار) — дегестан в Ірані, у бахші Хошкебіджар, в шагрестані Решт остану Ґілян. За даними перепису 2006 року, його населення становило 9973 особи, які проживали у складі 2928 сімей.

## Населені пункти
До складу дегестану входять такі населені пункти:
- Амінабад
- Амір-Бекенде
- Баґ-е-Амір-Бекенде
- Боласкале-Емам-Джумае
- Ґілова-Махале
- Джіркує
- Пір-Алі-Дег
- Сар-Хошкі
- Сіях-Есталах-е-Сакад-аль-Малек
- Тазеабад
- Талеш-Махале
- Хаджі-Бекенде
- Чапар-Порд
- Чапар-Порд-е-Заман
- Чукадег
- Шагрестан